# Văn chính luận
Văn chính luận (tiếng Pháp: articles sur la vie politique et sociale) là thể văn nghị luận viết về những vấn đề  thuộc nhiều lĩnh vực đời sống khác nhau: chính trị, kinh tế, triết học,văn hóa,xã hội,....
Mục đích của văn chính luận là bàn bạc, thảo luận, phê phán hay truyền bá tức thời một tư tưởng, một quan điểm nào đó nhằm phục vụ trực tiếp cho lợi ích của một tầng lớp, một giai cấp nhất định. Chính vì thế, tác phẩm chính luận bao giờ cũng thể hiện khuynh hướng tư tưởng, lập trường công dân rõ ràng. Tình cảm sục sôi, luận chiến quyết liệt và tính khuynh hướng công khai là những dấu hiệu quan trọng của phong cách chính luận. Tất cả những cái đó làm cho giọng điệu, cấu trúc và chức năng của lời văn chính luận gần gũi với giọng điệu, cấu trúc và chức năng của lời văn tuyên truyền, hùng biện.
Đặc trưng cơ bản của văn chính luận là tính chất luận thuyết.
Khác với văn học nghệ thuật, văn chính luận trình bày tư tưởng và thuyết phục người đọc chủ yếu bằng lập luận, lí lẽ. Văn chính luận đôi khi cũng tái hiện đời sống, biểu cảm các tính cách và số phận.
Nhưng người viết văn chính luận tái hiện đời sống, miêu tả tính cách, số phận chỉ nhằm mục đích đưa ra những ví dụ sinh động làm cơ sở cho lập luận thường là những hình tượng minh họa, nó chỉ chứa đựng nội dung phổ quát của chủng loại, chứ không phải là hiện tượng tiêu biểu cho cái độc đáo, không lặp lại.
Văn chính luận giữ vai trò đặc biệt trong các cuộc đấu tranh xã hội, trong lịch sử văn hóa của nhân loại nói chung, của dân tộc ta nói riêng. Hịch tướng sĩ văn của Trần Hưng Đạo, Bình Ngô đại cáo của Nguyễn Trãi, Tuyên ngôn Độc lập của Chủ tịch Hồ Chí Minh là những tác phẩm chính luận bất hủ.